# Cordelia (hold)
A Kordélia (angolul Cordelia, korábbi nevén Uránusz VI és S/1986 U 7) az Uránusz legbelső holdja: 49 752 km-re kering a bolygó körül. A Voyager–2 űrszonda fedezte föl 1986-ban. Átmérője 26 km. Tömegét nem ismerjük. Az Uránusz Epszilon gyűrűjében kering, vélhetően terelőhold. A Naprendszer egyik legkisebb holdja.

## Neve
Nevét Shakespeare Lear király című drámájából Lear király lánya után kapta.